# Penstemon radicosus
Espèce
Penstemon radicosus  est une espèce de plantes de la famille des Plantaginacées, originaire d'Amérique du Nord. Elle est connue sous le nom de  Mat-root Beardtongue en anglais.

## Description
Cette espèce est pérenne et peut atteindre 40cm de hauteur. Les fleurs sont généralement de couleur bleue. 